# Jardin remarquable

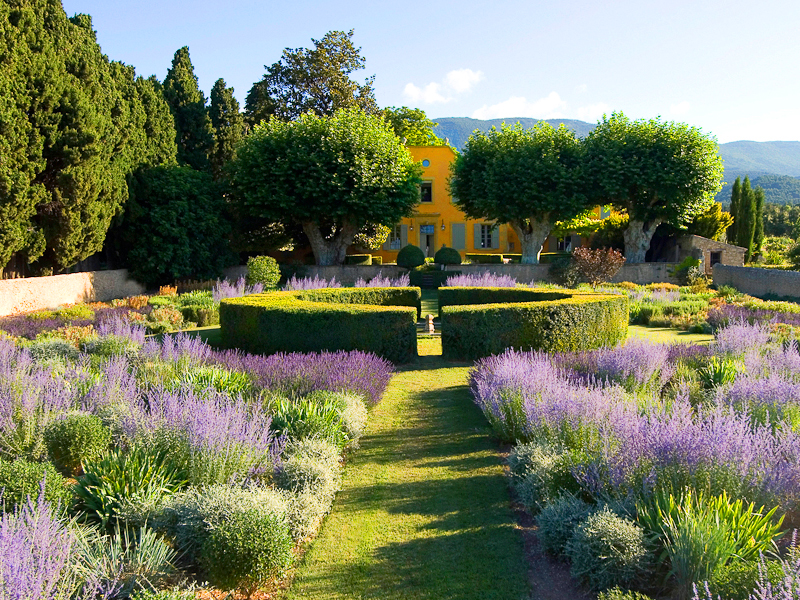
Garten in der Provence

Jardin remarquable (deutsch ‚bemerkenswerter Garten‘) ist in Frankreich eine Auszeichnung für Gärten, die vom Comité des Parcs et Jardins de France (Komitee der Parks und Gärten Frankreichs) vergeben wird.
2003 begann der Conseil national des Parcs et Jardins als damals neu eingerichtete Institution des Kulturministeriums mit der Auszeichnung der Gärten. Sowohl öffentliche als auch private Gärten kommen hierfür in Betracht. Vergeben wird der Titel für einen Zeitraum von fünf Jahren nach Vorschlag regionaler Kultureinrichtungen. Im Jahr 2024 gab es frankreichweit 1.559 Jardins remarquables.